# (37734) 1996 UR3
1996 يو أر 3 (ويعرف أيضًا باسم (37734) 1996 يو أر 3 وفق تسمية الكوكب الصغير) (بالإنجليزية: 1996 UR3)‏ هو كويكب ضمن حزام الكويكبات؛ وترتيبه 37734 من حيث الاكتشاف.
اكتُشف هذا الجُرم الفلكي بواسطة Augusto Testa ‏ في 30 أكتوبر 1996.

## وصلات خارجية
- (37734) 1996 UR3 في قاعدة بيانات مختبر الدفع النفاث لأجرام النظام الشمسي الصغيرة

- الاكتشاف · مخطط المدار ·  العناصر المدارية · المعلمات المادية

- (37734) 1996 UR3 على موقع ويكي سكاي: DSS2, SDSS, GALEX, IRAS, Hydrogen α, X-Ray, Astrophoto, Sky Map, Articles and images